# پناهگاه حیات وحش تنگ هفت
پناهگاه حیات وحش تنگ هفت یک پناهگاه حیات وحش با مساحت ۸۸۸ هکتار است که در استان لرستان در ایران قرار دارد. این منطقه که پناهگاه حیات وحش سمندر ۱ نیز نامیده می‌شود، در حوالی روستای تنگ هفت از توابع بخش پاپی در جنوب شهرستان خرم‌آباد قرار دارد و یکی از زیستگاه‌های مهم سمندر لرستانی است.

## تاریخچه حفاظت
این پناهگاه حیات وحش طبق مصوبهٔ شمارهٔ ۶۰۰ در تاریخ ۸۶/۱۱/۱۲ در فهرست مناطق تحت حفاظت سازمان محیط زیست ایران قرار گرفت.